# نانديناوات
النانديناوات (الاسم العلمي: Nandinoideae) هي أسرة من النباتات تتبع الفصيلة البرباريسية من رتبة الحوذانيات.

## أجناس
تضم هذه الأسرة من النباتات جنساً وحيداً هو:
- الناندين